# Трояны (Запорожская область)
Трояны (укр. Трояни) — село,
Андровский сельский совет,
Бердянский район,
Запорожская область,
Украина.
Код КОАТУУ — 2320680503. Население по переписи 2001 года составляло 1364 человека.

## Географическое положение
Село Трояны находится на левом берегу реки Кильтичия,
выше по течению примыкает село Андровка,
ниже по течению на расстоянии в 1 км расположено село Дмитровка.
Рядом проходит железная дорога, станция Трояны.

## История
- 1862 — дата основания. 1877—1878 года - были заселены болгары на территорию Запорожской области.

## Экономика
- Трояновский элеватор, ОАО.
- «Восток», агрофирма, ЧП.

## Объекты социальной сферы
- Школа .
- Детский сад.
- Дом культуры.